# Pont Árpád
Le pont  Árpád (en hongrois, Árpád híd [ˈaːɾpaːd ˈhiːd]), est un pont qui franchit le Danube, situé à Budapest, capitale de la Hongrie.

## Situation
Il franchit le Danube à hauteur du nord de l'île Margit-sziget et du sud d'Óbudai-sziget. Il relie le 3e arrondissement sur la rive occidentale au 13e (Vizafogó) sur la rive orientale.

## Dénomination
Appelé initialement pont Staline (Sztálin híd), il est rebaptisé en 1958 en l'honneur d'Árpád, grand-prince des Magyars.

## Histoire
La construction du pont commence en 1939 sur les plans de János Kossalka, mais en raison de la Seconde Guerre mondiale, il n'est achevé qu'en 1950 et inauguré par Kálmán Pongrácz.  sous le nom de pont Staline.

## Transports
La pont fait 44 mètres de large et comprend 2 fois trois voies pour la circulation automobile, une voie piétonne et il est aussi parcouru au centre du pont par la ligne 1 du réseau de tramway. La station Árpád híd de la ligne   du métro se situe au pied du pont, côté pestois.